# Cassia madagascariensis
Cassia madagascariensis är en ärtväxtart som beskrevs av Wenceslas Bojer. Cassia madagascariensis ingår i släktet Cassia och familjen ärtväxter. Inga underarter finns listade i Catalogue of Life.